# Campeonato Sul-Americano de Voleibol Masculino Sub-19 de 2006
O  Campeonato Sul-Americano de Voleibol Masculino Sub-19  de 2006  ou  a décima – quinta edição do Campeonato Sul-Americano Infanto-Juvenil, realizada bienalmente, foi a competição disputada por seleções sul-americanas, cuja entidade organizadora é a  Confederação Sul-Americana de Voleibol , sediado na cidade de Rosário (Argentina),  edição vencida pela Seleção Brasileira, além do décimo quinto título consecutivo garantiu juntamente com a representação argentina (vice-campeão)  a qualificação para o Mundial Infanto-Juvenil de 2007 no México; o prêmio de Melhor Jogador  (MVP) do campeonato continental foi o ponteiro venezuelano José Pérez.

## Seleções participantes
As seguintes seleções confirmaram participação no Campeonato Sul-Americano Infanto-Juvenil de 2006:
| Equipe    | Última participação |
| --------- | ------------------- |
| Argentina | Sede e 2º em 2004   |
| Brasil    | 1º em 2004          |
| Chile     | 4º em 2004          |
| Equador   | 6º em 1998          |
| Paraguai  | 7º em 2000          |
| Peru      | 6º em 2004          |
| Uruguai   | 6º em 2000          |
| Venezuela | 5º em 2004          |

## Fase classificatória
Classificação
- Local: Estádio de Newell’s Old Boys, Rosário (Argentina)

### Grupo A
|     |           |     | Jogos | Jogos | Jogos | Resultados | Resultados | Resultados | Resultados | Resultados | Resultados | Sets | Sets | Sets  | Pontos | Pontos | Pontos |
| Pos | Equipe    | Pts | T     | V     | D     | 3–0        | 3–1        | 3–2        | 2–3        | 1–3        | 0–3        | V    | P    | R     | V      | P      | R      |
| --- | --------- | --- | ----- | ----- | ----- | ---------- | ---------- | ---------- | ---------- | ---------- | ---------- | ---- | ---- | ----- | ------ | ------ | ------ |
| 1   | Brasil    | 9   | 3     | 3     | 0     | 3          | 0          | 0          | 0          | 0          | 0          | 9    | 0    | MAX   | 225    | 107    | 2.103  |
| 2   | Venezuela | 6   | 3     | 2     | 1     | 2          | 0          | 0          | 0          | 0          | 1          | 6    | 3    | 2,000 | 194    | 163    | 1.190  |
| 3   | Paraguai  | 3   | 3     | 1     | 2     | 0          | 1          | 0          | 0          | 0          | 2          | 3    | 7    | 0.429 | 181    | 225    | 0.804  |
| 4   | Peru      | 0   | 3     | 0     | 3     | 0          | 0          | 0          | 0          | 1          | 2          | 1    | 9    | 0.111 | 144    | 249    | 0.578  |

Resultados
| Data   | Hora  |              | Placar |           | Set 1 | Set 2 | Set 3 | Set 4 | Set 5 | Total | Relatório |
| ------ | ----- | ------------ | ------ | --------- | ----- | ----- | ----- | ----- | ----- | ----- | --------- |
| 8 nov  | 14:00 | 'Brasil '    | 3–0    | Paraguai  | 25–13 | 25–14 | 25–10 |       |       | 75–37 | 75–37     |
| 8 nov  | 18:00 | 'Venezuela ' | 3–0    | Peru      | 25–18 | 25–13 | 25–12 |       |       | 75–43 | 75–43     |
| 9 nov  | 16:00 | 'Brasil '    | 3–0    | Peru      | 25–5  | 25–11 | 25–10 |       |       | 75–26 | 75–26     |
| 9 nov  | 18:00 | 'Venezuela ' | 3–0    | Paraguai  | 25–14 | 25–17 | 25–14 |       |       | 75–45 | 75–45     |
| 10 nov | 14:00 | 'Brasil '    | 3–0    | Venezuela | 25–17 | 25–19 | 25–18 |       |       | 75–54 | 75–44     |
| 10 nov | 18:00 | 'Paraguai '  | 3–1    | Peru      | 25–18 | 24–26 | 25–12 | 25-19 |       | 99–56 | 99–75     |

### Grupo B
|     |           |     | Jogos | Jogos | Jogos | Resultados | Resultados | Resultados | Resultados | Resultados | Resultados | Sets | Sets | Sets  | Pontos | Pontos | Pontos |
| Pos | Equipe    | Pts | T     | V     | D     | 3–0        | 3–1        | 3–2        | 2–3        | 1–3        | 0–3        | V    | P    | R     | V      | P      | R      |
| --- | --------- | --- | ----- | ----- | ----- | ---------- | ---------- | ---------- | ---------- | ---------- | ---------- | ---- | ---- | ----- | ------ | ------ | ------ |
| 1   | Argentina | 9   | 3     | 3     | 0     | 3          | 0          | 0          | 0          | 0          | 0          | 9    | 0    | MAX   | 225    | 130    | 1.731  |
| 2   | Chile     | 7   | 4     | 2     | 2     | 2          | 0          | 0          | 1          | 0          | 1          | 8    | 6    | 1.333 | 200    | 165    | 1.212  |
| 3   | Uruguai   | 3   | 3     | 1     | 2     | 1          | 0          | 0          | 0          | 0          | 2          | 3    | 6    | 0.500 | 179    | 207    | 0.865  |
| 4   | Equador   | 0   | 3     | 0     | 3     | 0          | 0          | 0          | 0          | 0          | 3          | 0    | 9    | 0,000 | 123    | 225    | 0.547  |

Resultados
| Data   | Hora  |              | Placar |         | Set 1 | Set 2 | Set 3 | Set 4 | Set 5 | Total | Relatório |
| ------ | ----- | ------------ | ------ | ------- | ----- | ----- | ----- | ----- | ----- | ----- | --------- |
| 8 nov  | 16:00 | 'Chile '     | 3–0    | Uruguai | 26-24 | 25–12 | 25–17 |       |       | 76–29 | 76–53     |
| 8 nov  | 20:30 | 'Argentina ' | 3–0    | Equador | 25–13 | 25–12 | 25–5  |       |       | 75–30 | 75–30     |
| 9 nov  | 14:00 | 'Chile '     | 3–0    | Equador | 25–15 | 25–11 | 25–11 |       |       | 75–37 | 75–37     |
| 9 nov  | 20:00 | 'Argentina ' | 3–0    | Uruguai | 25–16 | 25–19 | 25–16 |       |       | 75–51 | 75–51     |
| 10 nov | 16:00 | 'Uruguai '   | 3–0    | Equador | 25–22 | 25–12 | 25–22 |       |       | 75–56 | 75–56     |
| 10 nov | 20:00 | 'Argentina ' | 3–0    | Chile   | 25–20 | 25–14 | 25–15 |       |       | 75–49 | 75–49     |

## Fase final

### Classificação do 5º ao 8º lugares
Resultados
| Data   | Hora  |            | Placar |          | Set 1 | Set 2 | Set 3 | Set 4 | Set 5 | Total | Relatório |
| ------ | ----- | ---------- | ------ | -------- | ----- | ----- | ----- | ----- | ----- | ----- | --------- |
| 11 nov | 14:00 | 'Equador ' | 3–1    | Paraguai | 25–19 | 25–19 | 23–25 | 25-17 |       | 98–63 | 98–80     |
| 11 nov | 16:00 | 'Uruguai ' | 3–1    | Peru     | 25–17 | 25–16 | 22–25 | 25-21 |       | 97–58 | 97–79     |

### Semifinais
Resultados
| Data   | Hora  |              | Placar |           | Set 1 | Set 2 | Set 3 | Set 4 | Set 5 | Total | Relatório |
| ------ | ----- | ------------ | ------ | --------- | ----- | ----- | ----- | ----- | ----- | ----- | --------- |
| 11 nov | 18:00 | 'Brasil '    | 3–0    | Chile     | 25-19 | 25-13 | 25–20 |       |       | 75–20 | 75–52     |
| 11 nov | 20:00 | 'Argentina ' | 3–1    | Venezuela | 22–25 | 25–13 | 25–23 | 25-17 |       | 97–61 | 97–78     |

### Sétimo lugar
Resultados
| Data   | Hora  |             | Placar |      | Set 1 | Set 2 | Set 3 | Set 4 | Set 5 | Total | Relatório |
| ------ | ----- | ----------- | ------ | ---- | ----- | ----- | ----- | ----- | ----- | ----- | --------- |
| 12 nov | 14:00 | 'Paraguai ' | 3–1    | Peru | 15–25 | 25–23 | 25–17 | 25-23 |       | 90–65 | 90–88     |

### Quinto lugar
Resultados
| Data   | Hora  |            | Placar |         | Set 1 | Set 2 | Set 3 | Set 4 | Set 5 | Total | Relatório |
| ------ | ----- | ---------- | ------ | ------- | ----- | ----- | ----- | ----- | ----- | ----- | --------- |
| 12 nov | 16:00 | 'Uruguai ' | 3–1    | Equador | 17–25 | 25–14 | 25–22 | 25-21 |       | 92–61 | 92–82     |

### Terceiro lugar
Resultados
| Data   | Hora  |              | Placar |       | Set 1 | Set 2 | Set 3 | Set 4 | Set 5 | Total | Relatório |
| ------ | ----- | ------------ | ------ | ----- | ----- | ----- | ----- | ----- | ----- | ----- | --------- |
| 12 nov | 18:00 | 'Venezuela ' | 3–0    | Chile | 25–16 | 25–13 | 25–14 |       |       | 75–43 | 75–43     |

### Final
Resultados
| Data   | Hora  |        | Placar |           | Set 1 | Set 2 | Set 3 | Set 4 | Set 5 | Total | Relatório |
| ------ | ----- | ------ | ------ | --------- | ----- | ----- | ----- | ----- | ----- | ----- | --------- |
| 12 nov | 20:00 | Brasil | 3–0    | Argentina | 25–14 | 25–18 | 25–21 |       |       | 75–53 | 75–53     |

## Classificação final
| Posição | Equipe    |
| ------- | --------- |
| 1       | Brasil    |
| 2       | Argentina |
| 3       | Venezuela |
| 4       | Chile     |
| 5       | Uruguai   |
| 6       | Equador   |
| 7       | Paraguai  |
| 8       | Peru      |

|  | Qualificados para o Mundial Infanto-Juvenil de 2007 |

## Prêmios individuais
| MVP (Most Valuable Player) | José Pérez        | Venezuela |
| Melhor Atacante            | Fernando González | Venezuela |
| Melhor Bloqueador          | Luis Arias        | Venezuela |
| Melhor Sacador             | Guilherme Koepp   | Brasil    |
| Melhor Levantador          | José Carrasco     | Venezuela |
| Melhor Líbero              | Thales Hoss       | Brasil    |
| Melhor Defensor            | Thales Hoss       | Brasil    |
| Melhor Receptor            | Thales Hoss       | Brasil    |